# Videojuegos de Buffy the Vampire Slayer
Esto juegos y derivados no son generalmente considerados cancónicos, aunque los juegos han sido nombrados como productos licenciados - merchandising - de la serie. Además, las historias del juego han roto la continuidad del Buffyverso. Algunos de los actores que interpretaron al personaje en la serie Buffy the Vampire Slayer también interpretaron la voz en los juegos.
A continuación se presenta una lista de videojuegos de Buffy the Vampire Slayer:

## Buffy the Vampire Slayer(Game Boy Color)
Publicado en el 2000 para la Game Boy Color. Se sitúa en la  cuarta temporada. Buffy solo intenta relajarse y disfrutar de una semana de sus vacaciones universitarias cuando una banda de vampiros y demonios sedientos de sangre van al campus y rodean la ciudad. Ahora le toca a ella de volver a hacer de Sunnydale un lugar habitable.

## Buffy the Vampire Slayer(Xbox)
Lanzado en el 2002 para la Xbox. Se sitúa en la tercera temporada entre Revelaciones y El paseo de los amantes. El Maestro, ha sido resucitado y ahora es un fantasma que busca un cuerpo al que poseer.

## Buffy the Vampire Slayer: Wrath of the Darkhul King
Lanzado en el 2003 para Game Boy Advance. Se sitúa en la cuarta temporada. Patrullando el cementerio, Buffy descubre dos de los lacayos de Los Caballeros. Ahora tiene que lidiar con los planes de Adam y de los Caballeros.

## Buffy the Vampire Slayer: Chaos Bleeds
Lanzado en 2003 para GameCube, Xbox y PlayStation 2. Situado en la quinta temporada, y se considera un episodio «perdido». Etahn Rayne hace un trato con El Primero para recibir poder. Los héroes se enfrentan a enemigos resucitados y a versiones alteradas de sus amigos. Mientras las paredes entre las realidades se derriban, la Scoobie Gang tiene que esforzarse en controlar el caos.

## Buffy the Vampire Slayer: The Quest for Oz
Lanzado en 2004 para móviles. Drusilla ha secuestado a Oz y Buffy debe rescatarlo.

## Buffy the Vampire Slayer: Sacrifice
Lanzado en 2009 para Nintendo DS. A través de más de 20 niveles, Buffy tiene que sellar la Boca del infierno que ha sido reabierta.

## Buffy the Vampire SlayerMMO
El 3 de septiembre de 2008, Multiverse Network anunció un juego MMO basado en el universo Buffy the Vampire Slayer. Aunque el 19 de febrero de 2010, el sitio oficial del juego ha sido eliminado por los desarrolladores del sitio y no hay ninguna razón para creer que el juego será hecho.